# 우시노하마 다쿠
우시노하마 다쿠(일본어: 牛之濵 拓, 1992년 7월 14일 ~ )는 일본의 축구 선수이다.

## 구단 경력
그는 2011년부터 J리그의 아비스파 후쿠오카, 그루자 모리오카, 도치기 SC, 가고시마 유나이티드 FC, 가이나레 돗토리에서 뛰었다.